# Românii din Croația
Românii din Croația sunt una din cele 22 de minorități naționale recunoscute din Croația. Conform ultimului recensământ, 475 de români locuiesc în Croația, majoritatea în cantonul Osijek-Baranja

## Personalități
- Constantin Cepraga, actor la Teatrul Național Croat din Split
- Maria Boga Verdes, actrita la Teatrul Național Croat din Split
- Corneliu Solovastru, actor la Teatrul Național Croat din Split